# Cananill
El Cananill és una serra situada al municipi de les Avellanes i Santa Linya a la comarca del Noguera, amb una elevació màxima de 603 metres.